# خورخي هينريكز
خورخي هينريكز (بالإسبانية: Jorge Henríquez Neira)‏ هو لاعب كرة قدم تشيلي في مركز الوسط، ولد في 17 يونيو 1994 في سانتياغو في تشيلي. لعب مع أوداكس إيتاليانو.